# Jedwabne
Jedwabne [jɛd'vabnɛ] ist eine Kleinstadt im Nordosten Polens im Powiat Łomżyński der Woiwodschaft Podlachien, 20 km nordöstlich der Kreisstadt Łomża. Sie ist Sitz der gleichnamigen Stadt-und-Land-Gemeinde mit etwa 5400 Einwohnern.

## Geschichte

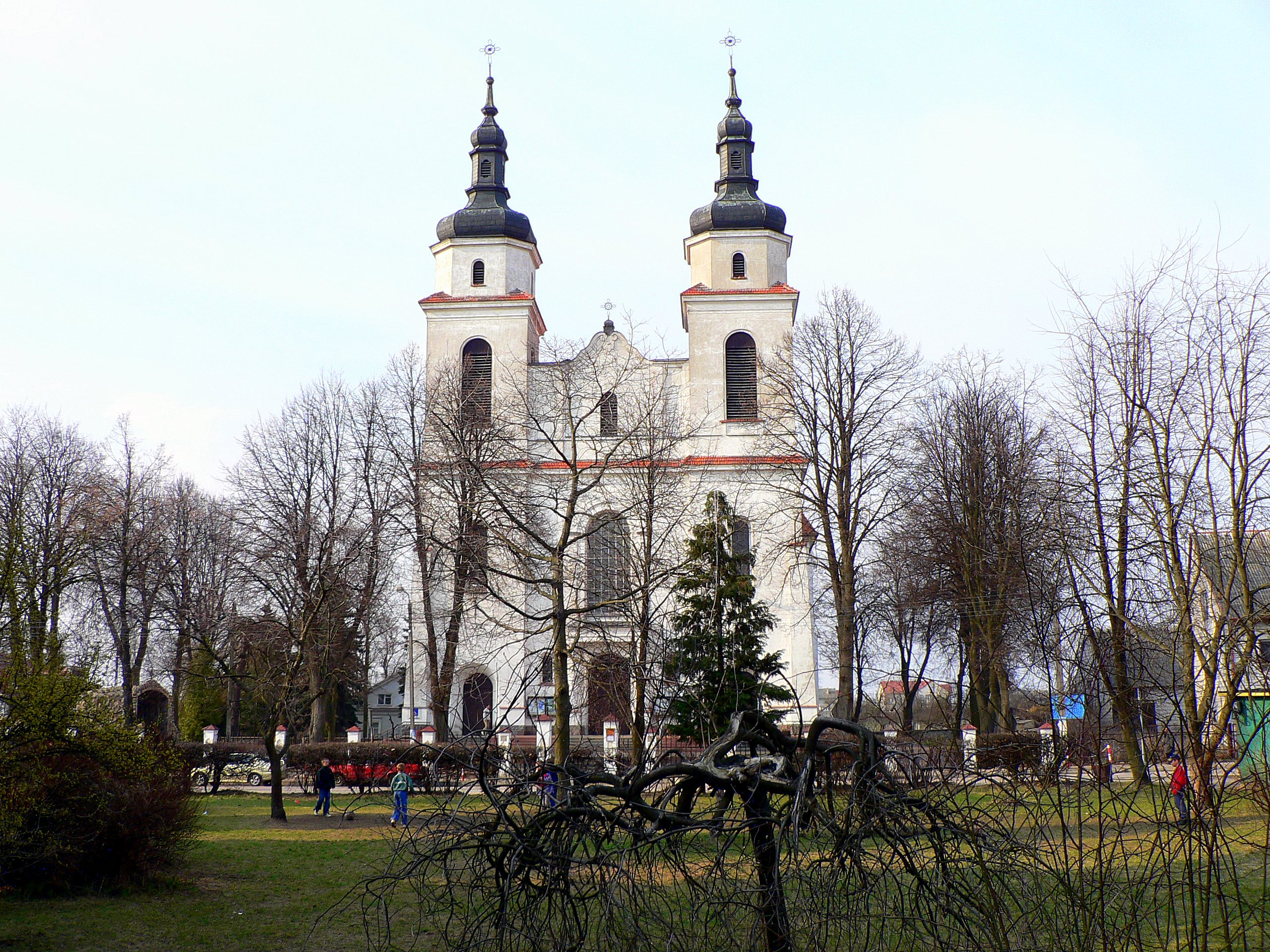
St. Jakobus in Jedwabne

Jedwabne wurde 1455 erstmals erwähnt und erhielt 1736 Magdeburger Stadtrecht. 1795 kam die Stadt an Preußen, ab 1807 gehörte sie zum Herzogtum Warschau und von 1815 an zum russisch kontrollierten Kongresspolen. 1866 verlor Jedwabne das Stadtrecht, bekam es aber 1927 wiederverliehen. Im Ersten Weltkrieg wurde der Ort im Jahr 1915 zu 70 Prozent zerstört.
Unmittelbar nach Beginn des Zweiten Weltkriegs wurde die Stadt am 2. September 1939 von den Deutschen eingenommen und Ende des Monats an die Sowjets übergeben. Im Juni 1941, beim deutschen Überfall auf die Sowjetunion, wurde der Ort von der deutschen Wehrmacht besetzt. Am 10. Juli 1941 wurden beim Massaker von Jedwabne etwa 340 der jüdischen Bewohner der Stadt ermordet.

## Gmina
Die Stadt-und-Land-Gemeinde Jedwabne umfasst neben der Stadt 48 Orte mit einem Schulzenamt.

## Persönlichkeiten
- Grażyna Miller (1957–2009), polnisch-italienische Dichterin, Publizistin und Übersetzerin.